# Hwang Youn-joo
Dans ce nom coréen, le nom de famille, Hwang, précède le nom personnel.
Hwang Youn-joo (coréen : 황연주) est une joueuse sud-coréenne de volley-ball née le 13 août 1986 à Ansan. Elle mesure 1,77 m et joue au poste de réceptionneuse-attaquante. Elle totalise 75 sélections en équipe de Corée du Sud.

## Clubs
| Club              | De        | À         |
| ----------------- | --------- | --------- |
| Incheon Heungkuk  | 2005-2006 | 2009-2010 |
| Hyundai Hillstate | 2010-2011 | …         |

## Palmarès

### Équipe nationale
- Jeux asiatiques
  - Finaliste : 2010.

### Clubs
- Championnat de Corée du Sud
  - Vainqueur : 2006, 2007, 2009, 2011, 2016.
  - Finaliste : 2008, 2012.
- Coupe de Corée du Sud
  - Vainqueur : 2010, 2019.
  - Finaliste : 2013.